# Койтендагский слепой голец
Койтендагский слепой голец, или кугитангский слепой голец, или слепой голец Старостина (лат. Troglocobitis starostini), — пещерный вид лучепёрых рыб семейства Nemacheilidae. Один из видов пещерных рыб Центральной Азии и единственный эндемик внутренних водоёмов Туркменистана. Встречается только в подземном озере карстового провала «Сувлы-Ойюк» в ущелье Булак-дере в Кугитангтау (Койтендаге), восточнее села Гарлык. Зеркало озера площадью около 40 м² и глубиной под зеркалом 5—7 м. Вода чистая, прозрачная, соленость около 5 г/л (2,5 г/л гипса, в том числе 690 мг/л Са++,210 мг/л Мg++, около 2 г/л хлорид натрия), рН 7,08 , температура воды (весна-лето-осень) составляет 21—24 °C.

## Открытие вида
Вид впервые был обнаружен путешественником и исследователем пещер Владимиром Аркадьевичем Мальцевым (14.07.1957 — 15.02.2014) в 1978 году в водах небольшого озера (площадью около 40—45 м2 и глубиной 5—7 м), находящегося на дне глубокого провала. В 1981 году пойман и живым в количестве 5 рыб привезен в Москву биологом и спелеологом Вадимом Юрьевичем Должанским, занимавшимся исследованиями пещер в ноябре 1981 года, в Москве передан на описание ихтиологу Николаю Васильевичу Парину. В 1983 году биотоп был изучен ихтиологом Сергеем Смирновым в составе спелеоэкспедиции под руководством В. Ю. Должанского по изучению пещерной системы, получившей название Митю. Новый вид был описан под названием Nemacheilus (Noemacheilus) starostini ихтиологом Николаем Васильвичем Париным в 1983 году. Первая статья об открытии рыбы написана совместно В. Ю. Должанским и Н. В. Париным в 1982 году и опубликована в журнале «Природа». Вид назван в честь В. И. Старостина — одного из организаторов планомерных гидробиологических исследований в Советской Средней Азии.
В настоящее время название изменили на Troglocobitis starostini. До открытия этого вида считалось, что настоящие рыбы-троглобионты в водоёмах на территории бывшего СССР отсутствуют.

## Описание
Небольшая рыба с максимальной длиной тела до 7 см. Слепая — полностью лишена глаз. Окраска желтовато-розоватого цвета, что обусловлено отсутствием пигментов в коже. Чешуя и плавательный пузырь отсутствуют. Тело удлинённое, почти цилиндрическое. Под кожей имеется сплошной жировой слой.

## Ареал и местообитание
Является узкоареальным эндемиком. Область распространения вида включает пустынную равнинную местность у подножия горного массива Кугитангтау (Койтендаг) около поселка Гарлык (Карлюк) на юго-востоке Туркмении. В данной предгорной местности имеется несколько десятков провалов-воронок глубиной 10—20 м, которые являются следствием наличия подземной гидросистемы, подпитываемой преимущественно стоком вод с горного массива Койтендаг. Все указанные провалы являются частично или полностью заполненными водой куполообразными полостями растворения в гипсово-ангидритовых толщах киммеридж-титонского возраста (поздняя юра). Диаметр полостей может превышать 100 м. Разведанная глубина провала Сувлы-Ойюк более 70 м (в 1987 г. подводники М.Переладов и Е.Войдаков достигли глубины 62 м, при этом луч фонаря не достигал дна). Основная водная артерия (Кугитанг-дарья) питается в верхнем течении карстовыми гидрокарбонатно-кальциевыми водами, однако по пути принимает горько-соленые источники своего правобережья. В среднем течении большая часть стока уходит в подземные каналы гипсово-ангидридных толщ. Поэтому вода в провалах (ось и левый борт долины) гипсово — хлоридно-натриевая с минерализацией до 5 г/л. Нижнее течение Кугитанг-дарьи полностью подземное со стоком в Аму-Дарью. Известно также несколько сероводородных источников. По предположению В.Мальцева именно непреодолимый сероводородный барьер и послужил причиной изоляции слепого гольца. Единственным известным местообитанием вида является взаимосвязанная система: озеро на дне провала (входное озеро), которое на глубине 15 м сообщается при помощи узкого прохода с обширной подземной полостью, заполненной водой. Верхняя часть полости имеет куполообразную форму, на глубине 30 м её диаметр составляет около 100 м. Данная полость, вероятно, как раз и является основным местом обитания данного вида. Входное озеро, вероятно является сезонным местом нагула рыб, так как кормовая база в нём гораздо богаче, чем в подземной полости. Солнечные лучи способны достигать входного озера, на стенах провала селятся летучие мыши и голуби. Их помёт попадает в озеро и способствует развитию водной растительности — нитчатых водорослей и водяных мхов, покрывающих камни на дне и стенах провала. В озере также обнаружены слепые пещерные рачки-изоподы и брюхоногие моллюски. Вода в озере является минерализованной (около 3 г/л), достаточно прозрачной и имеет постоянную температуру 22—24°С. В соседних провалах, идентичных по химизму вод, слепой голец не встречается. Исходный, не слепой, вид (гребенчатый голец) встречается в Кугитанг-дарье.

## Биология
Биология вида слабо изучена. Троглобионт. Питается, вероятно, различными органическими остатками, поскольку рыбы этого вида обычно пасутся на дне озера, либо соскабливает органику на стенах провала. Весной, когда вместе со стоком вод в подземную гидросистему поступает большое количество органики, рыбы реже выплывают в открытое входное озеро. Осенью же, когда в подземной полости пищи становится гораздо меньше, они чаще выплывают во входное озеро. Размножение не исследовано. В мае-июне 2015 экспедицией RSPB было выловлено 7 экземпляров гольца, 2 из которых были взяты для полного видового и генетического описания.

## Численность и охрана
Численность не выяснена. В подземной полости её оценивают в несколько сотен взрослых особей. Во входном озере она меняется в зависимости от сезона или особенностей года.
В первые годы открытия вида (1978—1983 года) во входном озере могло встретиться до 150 особей. В начале декабря 1983 года зарегистрировано 60 особей. В сентябре 2003 года рыб не обнаружено, а в октябре 2004 года было зарегистрировано 20 особей, в 2010 году — 12 особей.
Данные косвенно свидетельствуют о тенденции сокращения численности популяции. Основные лимитирующие факторы: нарушение среды обитания и бесконтрольный вылов. Известны случаи, когда в первой половине 1980-х годов голец продавался на птичьем рынке в Москве и в Новосибирске.
Вид занесен в Красную книгу Туркмении. Охраняется в Гарлыкском заказнике Койтендагского заповедника, что на практике почти ничего не даёт для его сохранения.